# Nicola Perrotti

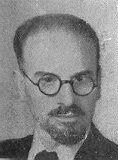
Nicola Perrotti (vor 1953)

Nicola Perrotti (geboren 22. Dezember 1897 in Penne, Abruzzen, Königreich Italien; gestorben 7. September 1970 in Rom) war ein italienischer Arzt, Psychoanalytiker und sozialistischer Gesundheitspolitiker.

## Leben
Nicola Perrotti war ein Sohn des Massimo Perrotti und der Emilia Rossetti. Er studierte Medizin an der Universität Rom, wurde 1921 promoviert und arbeitete danach als Praktischer Arzt zunächst in seiner Heimatstadt. Perrotti engagierte sich nach 1919 in der Partito Socialista Italiano (PSI) und amtierte 1921 für kurze Zeit als Bürgermeister seines Geburtsorts Penne. Bei der Spaltung der PSI schloss er sich der Partito Socialista Unitario an, die 1926 von den Faschisten verboten wurde. Perrotti wurde von der faschistischen Polizei  überwacht, drangsaliert und mehrfach verhaftet. 
Perrotti las das Buch Elementi di Psicoanalisi (1931) von Edoardo Weiss und machte bei ihm im Rom eine Lehranalyse. Mit Emilio Servadio und Weiss war er 1932 an der Gründung der Società psicoanalitica italiana beteiligt. Er war einer der vier Herausgeber der Zeitschrift Rivista italiana di Psicoanalisi, in deren ersten Ausgabe er den Aufsatz La Suggestione platzierte. Die Zeitschrift wurde 1934 von den Faschisten verboten. Seine Beschäftigung mit der Psychoanalyse brachte ihn auch in Konflikt mit der italienischen Katholischen Kirche.  
Im Jahr 1934 hielt er beim Internationalen Psychoanalytischen Kongress in Luzern einen Vortrag über Musik. Ab diesem Jahr war er auch ordentliches Mitglied der Wiener Psychoanalytischen Vereinigung (WPV), solange bis 1936 auch die italienische Gruppe Mitglied der Internationalen Psychoanalytischen Vereinigung wurde. Die italienische Gruppe wurde 1938 von den Faschisten verboten.
Perrotti wirkte in sozialistischen Gruppen der italienischen Antifaschisten und gehörte im Zuge der Befreiung Italiens vom Faschismus zu den Organisatoren des Neuaufbaus der Partito Socialista Democratico Italiano (PSDI). Er war 1945/46 Delegierter in der provisorischen italienischen verfassungsgebenden Versammlung Consulta nazionale, wurde aber 1946 nicht in die Assemblea Costituente gewählt. Er wurde 1946 von der provisorischen Regierung Alcide De Gasperi zum Hochkommissar für das Gesundheitswesen (Alto Commissario per l’Igiene e la Sanità Pubblica) ernannt. Bei den Parlamentswahlen 1948 wurde er in die Camera dei deputati gewählt. Aus der Regierung De Gasperi schied er am 24. Mai 1948 aus, als dieser sich von den Kommunisten und Sozialisten trennte. Als Perrotti sich von dem Moskau-Kurs seiner Partei distanzierte, wurde er in der Partei politisch ausgebootet und schied nach den Parlamentswahlen in Italien 1953 ganz aus der Politik aus.
Perrotti war Gründer und wurde 1946 Präsident der neuorganisierten Società psicoanalitica italiana und blieb dies bis zum Jahr 1951. Er gründete die Zeitschrift Psiche, die von 1948 bis 1951 erschien, sowie 1955 zusammen mit Cesare Musatti und Emilio Servadio die Zeitschrift Rivista di Psicoanalisi. Im April 1952 nahm er in Wien an der Internationalen Kinderschutzkonferenz teil. Er gründete 1952 das Italienische psychoanalytische Lehrinstitut in Rom, von dem sich 1962 Servadio trennte und eigene Wege ging. An der Universität Rom hielt er Vorlesungen im Psychologischen Seminar.

## Schriften (Auswahl)
- La rigofobia. Rivista di Psicoanalisi, 1, 1934, S. 37–51 (auch in deutscher Übersetzung in Internationale Zeitschrift für Psychoanalyse, 1935)
- Psicologia individuale e psicologia collettiva. Psiche, 5, 1949, S. 203–228
- La teoria generale dell’aggressività umana. Parte I. Psiche, 17, 1951 S. 713–735
- L’Io e il Sé. Psiche, 2, 1964, S. 95–109